# Rostbrun rövarmyra
Rostbrun rövarmyra (Harpagoxenus sublaevis) är en myrart som först beskrevs av Nylander 1849.  Rostbrun rövarmyra ingår i släktet Harpagoxenus och familjen myror. IUCN kategoriserar arten globalt som sårbar. Arten är reproducerande i Sverige.

## Underarter
Arten delas in i följande underarter:
- H. s. caucasicus
- H. s. hirtulus
- H. s. sublaevis

## Bildgalleri

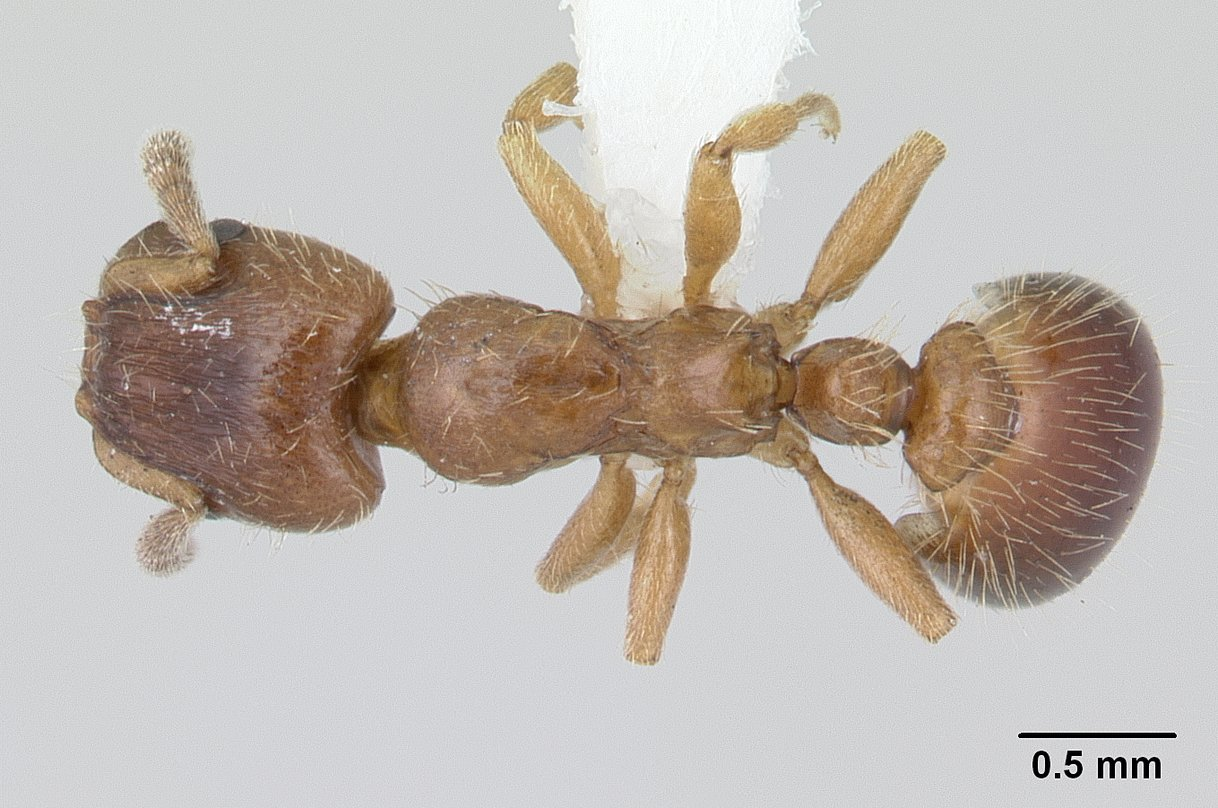
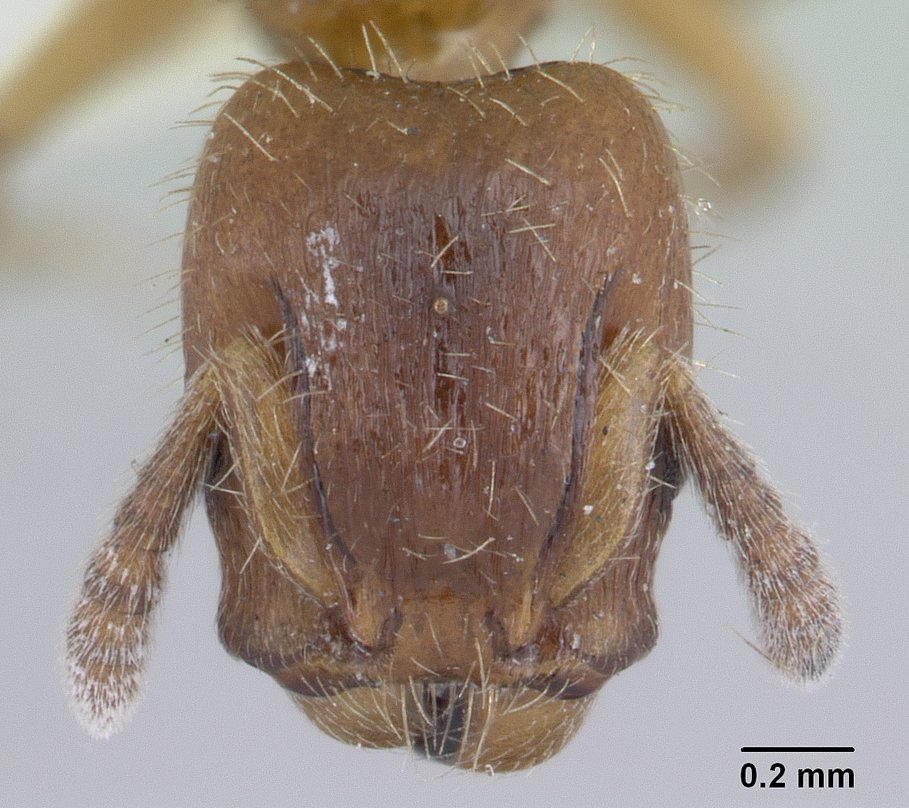
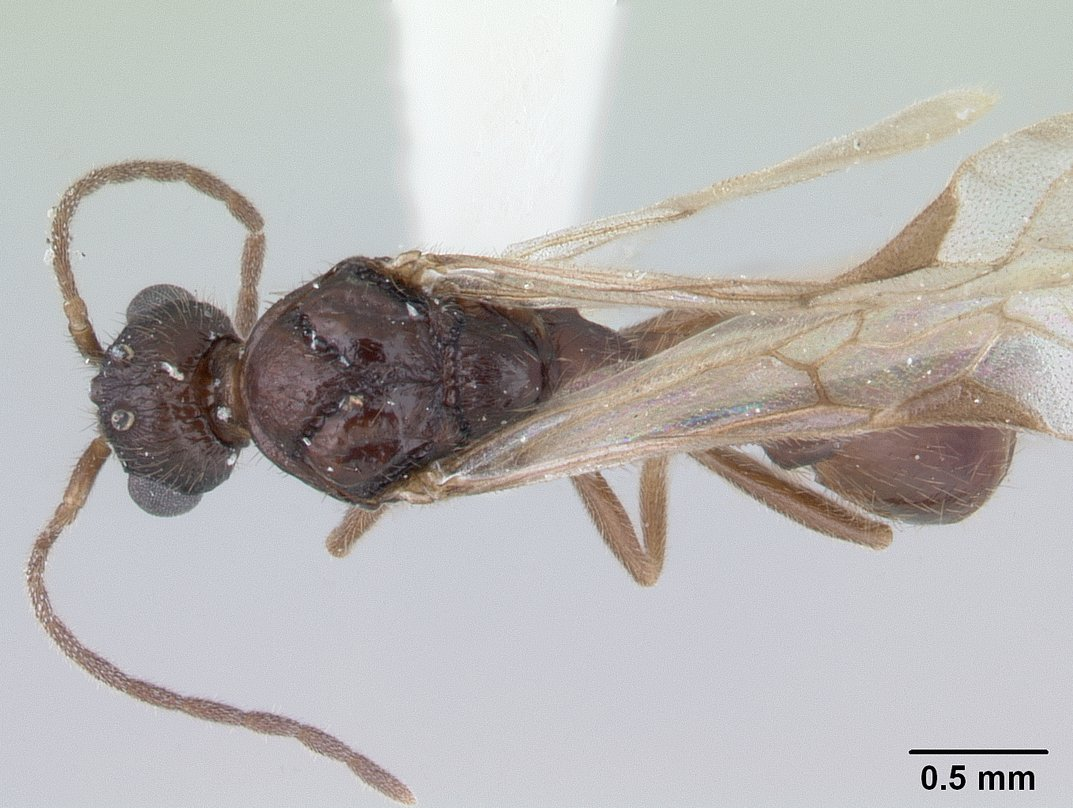
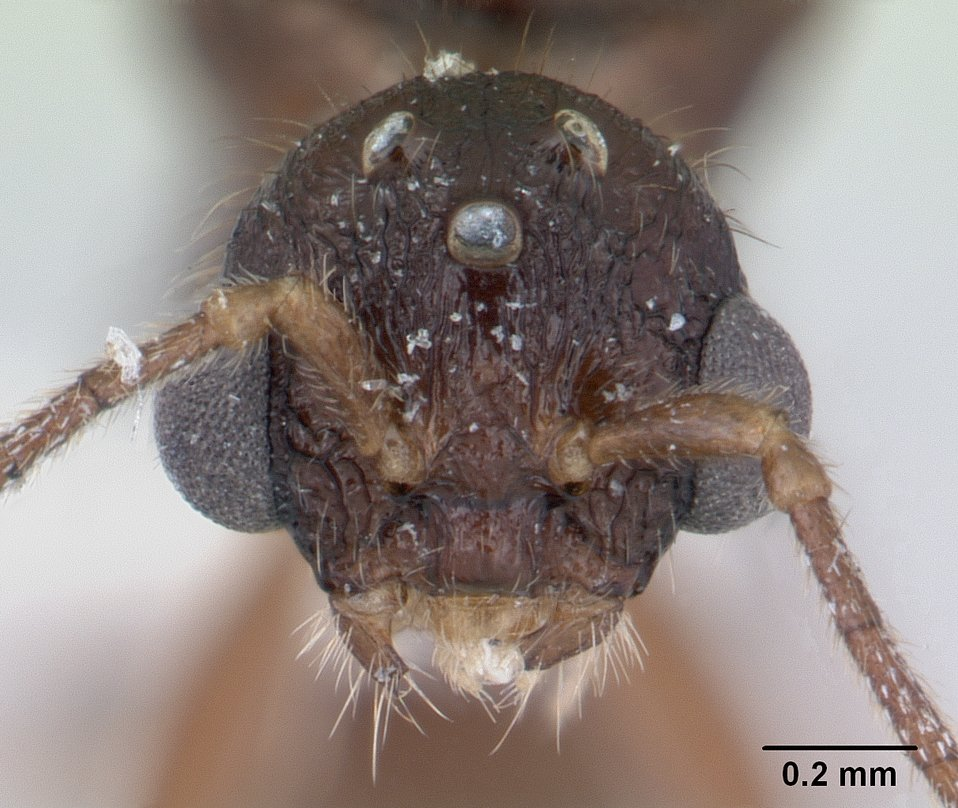
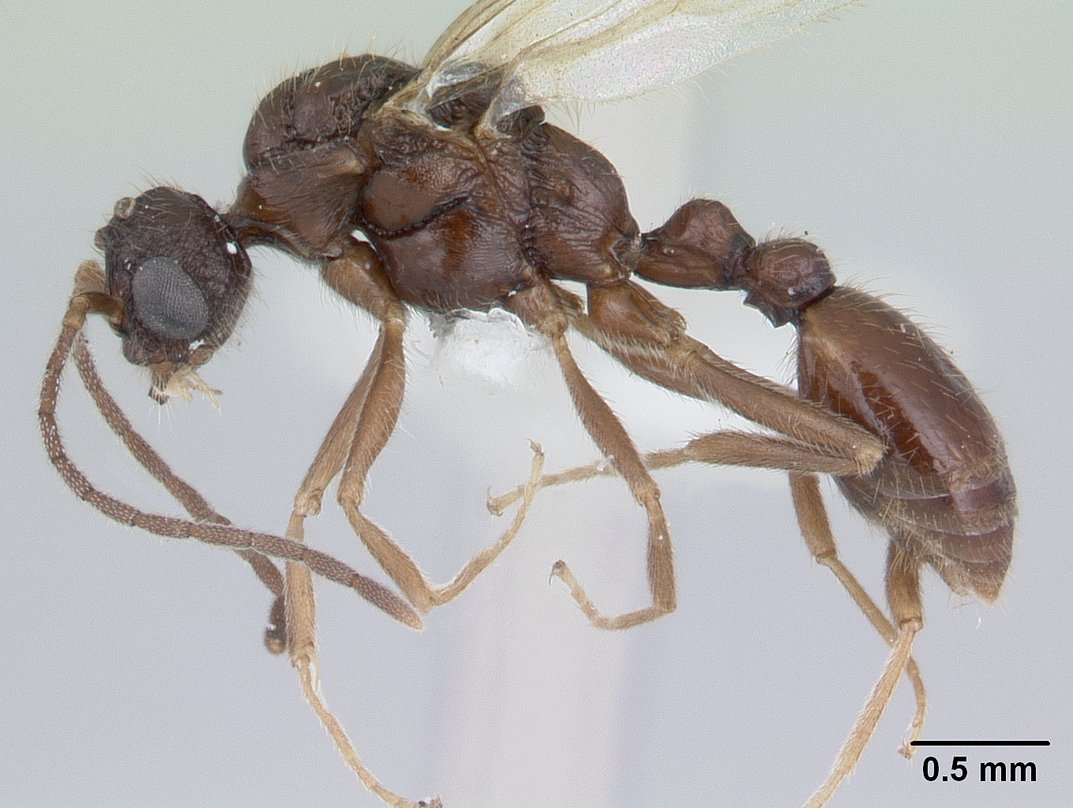
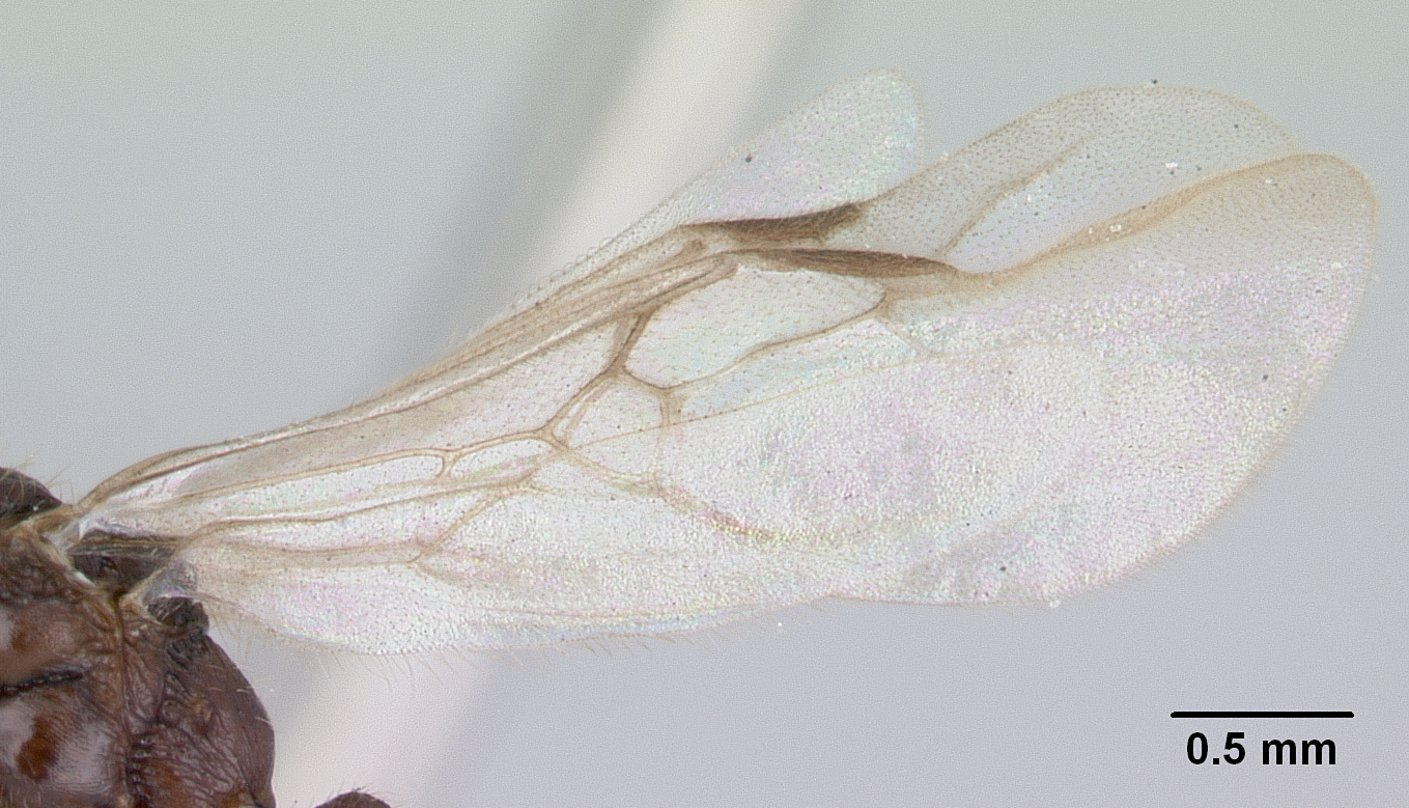